# Archivos de la República Srpska
Los Archivos de la República Srpska (en serbocroata: Архив Републике Српске, romanizado: Arhiv Republike Srpske) es una organización administrativa dentro del Ministerio de Educación y Cultura de la República Srpska, una de las dos entidades constituyentes de Bosnia y Herzegovina. La sede de los Archivos se encuentra en Bania Luka y tiene sus oficinas regionales en Doboj, Zvornik, Foča, Sokolac y Trebinje. Su objetivo es recopilar, almacenar, preservar, organizar, investigar y facilitar el acceso a materiales de archivo en el territorio de la República Srpska, donde ha sido designada como institución central para la protección del patrimonio cultural. Los Archivos también participan en proyectos de investigación, exposiciones y en la publicación de libros y artículos académicos, principalmente en los campos de la archivística, la historia y el derecho. Está organizado en dos sectores, que se encargan de la protección de los materiales de archivo dentro y fuera de los Archivos, respectivamente. El Archivo cuenta actualmente con 794 fondos y 35 colecciones, que abarcan el período desde el siglo XVII hasta la actualidad.

## Misión y actividades
La labor de los Archivos de la República Srpska comprende actividades profesionales de archivo, culturales, administrativas, de investigación y de servicios. Está regulado por la Ley de Actividad Archivística (Zakon o arhivskoj djelatnosti) aprobada por la Asamblea Nacional de la República Srpska, así como por los reglamentos e instrucciones emitidos por el Ministerio de Educación y Cultura del Gobierno de la República Srpska. De acuerdo con la ley, la misión de los Archivos es recopilar, clasificar, procesar, investigar, preservar y proteger los materiales documentales y de archivo públicos, así como publicar y facilitar el acceso a ellos. De este modo, una de las tareas de los Archivos es proteger tanto los intereses de la República Srpska como los derechos personales de sus ciudadanos. Los materiales documentales y de archivo que recopilan los Archivos proceden de los poderes legislativo, ejecutivo y judicial del Gobierno, instituciones públicas, organizaciones empresariales, asociaciones cívicas y otras entidades jurídicas, así como de personas físicas cuya labor y acciones se consideran de importancia duradera para la República Srpska en cuestiones sociales, culturales, científicas, jurídicas y de otra índole. Las fuentes de los materiales se denominan creadores y propietarios de materiales de archivo, y se dividen en tres grupos en función de su importancia para la sociedad de la República Srpska dentro de sus respectivas esferas de actividad. Los Archivos tienen derecho a supervisar la protección de los materiales de archivo mientras aún están en poder de sus creadores y propietarios, antes de su transferencia definitiva a los Archivos.
Los Archivos participan en proyectos de investigación y en la publicación de libros y artículos académicos, principalmente en los campos de la archivística, la historia y el derecho. Sus actividades editoriales se llevan a cabo principalmente a través de la Asociación de Archivistas de la República Srpska, que también organiza seminarios para los empleados del registro. Los Archivos cooperan con instituciones conexas de otros países y han firmado acuerdos de cooperación con los Archivos de Serbia, los Archivos de Yugoslavia, los Archivos Estatales de Croacia, los Archivos Estatales de la República de Macedonia, los Archivos de la Ciudad de Budapest, el Instituto Internacional de Archivística de Trieste y Maribor, y varios archivos regionales de Serbia. Esta cooperación se refleja principalmente en el intercambio de exposiciones de materiales de archivo. Como parte de la conmemoración del centenario de la Primera Guerra Mundial en 2014, los Archivos de la República Srpska prepararon la exposición La joven Bosnia y el asesinato de Sarajevo, que recorrió Belgrado y otras ciudades de Serbia, así como Skopie en Macedonia. Los Archivos han sido designados como una institución central para la protección del patrimonio cultural de la República Srpska, junto con instituciones como la Biblioteca Nacional y Universitaria de la República Srpska y el Museo de arte moderno de la República Srpska.

## Organización e instalaciones
Los Archivos de la República Srpska son una organización administrativa del Ministerio de Educación y Cultura del Gobierno de la República Srpska. Su sede se encuentra en Bania Luka y tiene oficinas regionales en Doboj, Zvornik, Foča, Sokolac y Trebinje. Está organizado en dos sectores, cada uno de los cuales consta de dos departamentos:
- Archivos de la República Srpska
  - Sector para la Protección de los Materiales de Archivo dentro de los Archivos	
    - Departamento de Clasificación y Procesamiento de Materiales de Archivo
    - Departamento de Investigación

  - Sector de Protección de Materiales de Archivo fuera de los Archivos y Asuntos Jurídicos y Generales
  - Departamento para la Protección de Materiales de Archivo fuera de los Archivos
  - Departamento de Asuntos Jurídicos y Generales

El Archivo es administrado por el director, y los sectores son administrados por los subdirectores. Las actividades del Departamento de Clasificación y Procesamiento y del Departamento de Protección de Materiales de Archivo fuera de los Archivos se llevan a cabo sobre una base territorial. A este respecto, el territorio de la República Srpska está dividido en seis regiones, una de las cuales está bajo la jurisdicción de la sede de los Archivos y las otras bajo la jurisdicción de las oficinas regionales correspondientes.
Los locales de los Archivos ocupan 2.774 m2 en total, de los cuales 1.550 metros cuadrados se utilizan como depósitos para almacenar materiales de archivo. El edificio principal de los Archivos, donde también se encuentra su sede, se conoce en Banja Luka como Carska kuća, o Casa Imperial. Fue construido poco después de la ocupación de Bosnia y Herzegovina por parte de Austria-Hungría en 1878 para servir a los propósitos militares del imperio. Mide 58,2 metros por 13,8 metros y contiene dos pisos, pero carece de sótano. El edificio fue reparado a fondo entre 2003 y 2006. A continuación, se le dotó de equipo para la restauración y conservación de materiales de archivo y equipo de encuadernación, adquirido gracias a donaciones del Gobierno del Japón. Carska kuća ha estado en uso público continuo durante más tiempo que cualquier otra estructura en Banja Luka. Las oficinas regionales de los Archivos tienen una capacidad mucho más débil para el almacenamiento adecuado de los materiales de archivo. A partir de 2013, el Archivo cuenta con 32 empleados, 18 de los cuales tienen títulos académicos; 22 empleados trabajan en Banja Luka, tres en Zvornik, dos en Foča, dos en Sokolac, dos en Trebinje y un empleado trabaja en Doboj.

## Valores en cartera

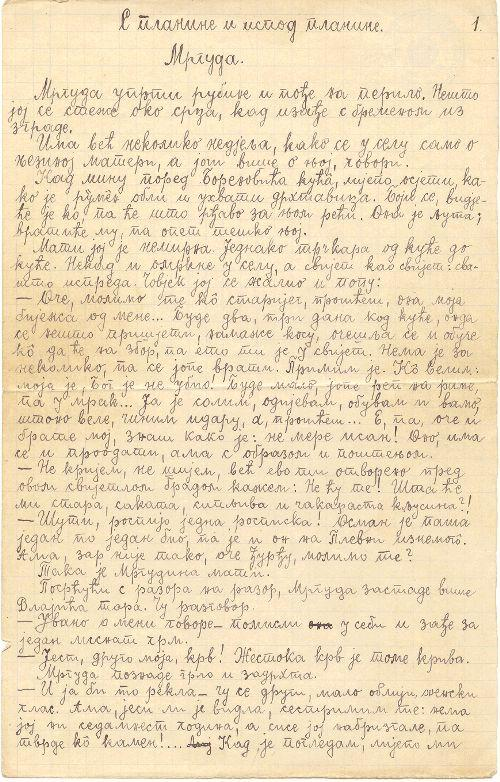
Parte del manuscrito original de un cuento de Petar Kočić (1902), conservado en los Archivos de la República Srpska

A partir de 2015, los Archivos de la República Srpska conservan 794 fondos y 35 colecciones. De estos, 502 fondos y 25 colecciones se conservan en Banja Luka, 120 fondos y 8 colecciones en Doboj, 94 fondos en Foča, 53 fondos y 2 colecciones en Trebinje, y 25 fondos en Zvornik. Los materiales de archivo abarcan el período desde el siglo XVII hasta la actualidad. La Colección de Manuscritos y Documentos Orientales es la más antigua, e incluye documentos del período de dominio otomano sobre Bosnia y Herzegovina escritos en turco otomano. Los fondos más antiguos se originaron durante el dominio de Austria-Hungría sobre Bosnia y Herzegovina. Los fondos posteriores provienen de los períodos del Reino de Yugoslavia (1918-1941) y la Segunda Guerra Mundial, mientras que la mayoría cubren el período de la Yugoslavia socialista (1945-1991). Casi la mitad de los fondos provienen de organismos gubernamentales y servicios públicos. Otros provienen de la economía y la banca; organizaciones políticas y asociaciones de ciudadanos; instituciones educativas, científicas y culturales; judicatura; servicios sociales y de salud; legados personales y familiares; organismos e instituciones militares; y organización religiosa. La biblioteca de los Archivos de la República Srpska contiene más de 20.000 libros y publicaciones periódicas, incluidas publicaciones antiguas de Austria-Hungría y el Reino de Yugoslavia.
En 2007 veinticuatro fondos y colecciones de los Archivos de la República Srpska fueron proclamados Monumentos Nacionales de Bosnia y Herzegovina. Estos incluyen la documentación del distrito de Banja Luka de 1878 a 1918, durante el dominio de Austria-Hungría, y de 1919 a 1922, durante el Reino de los Serbios, Croatas y Eslovenos (rebautizado como Yugoslavia en 1929). También se incluye la documentación del óblast de Banja Luka (1922-1929) y de la Banovina del Vrbas (1929-1941). Cuatro fondos contienen varios documentos del Estado Independiente de Croacia, un estado títere nazi que existió durante la Segunda Guerra Mundial en Yugoslavia (1941-1945). Nueve fondos contienen documentos elaborados por comisiones creadas por las nuevas autoridades yugoslavas entre 1944 y 1946 para investigar los crímenes de guerra cometidos por las fuerzas de ocupación y sus colaboradores internos durante la Segunda Guerra Mundial. Relacionada con la guerra se encuentra también la Colección de Documentos del Cuerpo Chetnik de Bosnia Central de 1943 a 1945. Los documentos del Tribunal de Distrito de Banja Luka desde 1878 hasta 1945 y de la Fábrica de Tabaco de Banja Luka desde 1888 hasta la actualidad se encuentran reunidos en sus respectivos fondos. Los documentos producidos entre 1946 y 1957 por las comisiones agrarias del distrito de Banja Luka se fusionan en un solo fondo. En el Monumento Nacional también se incluyen la Colección de Manuscritos y Documentos Orientales del siglo XVII al XX, la Colección de Cartas y Mapas desde 1807, y la Colección de Obras de Veselin Masleša de 1928 a 1943 (incluyendo los manuscritos originales de Masleša).

## Historia
Creo que, en nuestras circunstancias, siempre hay que subrayar y subrayar en todas partes el hecho de que los archivos no son pistas muertas o posiciones pasivas en nuestra vida social y cultural, y que el descuido hacia los materiales de archivo es una vergüenza cultural y un daño nacional.
Ivo Andrić, 1960.

La primera institución archivística en el noroeste de Bosnia se estableció el 20 de abril de 1953 como los Archivos de la Ciudad de Banja Luka. Anteriormente, los antiguos materiales documentales y de archivo se encontraban en museos y bibliotecas. Los Archivos fueron fundados por el Comité Popular de Banja Luka; Las unidades de gobierno local en la Yugoslavia socialista se llamaron entonces comités populares. Estaba situado en el sótano de la sede del comité (hoy utilizada por la Administración de la ciudad de Banja Luka); Tenía dos empleados. Su jurisdicción se amplió oficialmente el 30 de mayo de 1956, cuando se convirtió en los Archivos del Distrito de Banja Luka, responsables también del distrito de Prijedor. En 1958, una sala de la oficina comunitaria local en Nova Topola fue habilitada para almacenar materiales de archivo recopilados en el distrito de Gradiška. En 1963, las asambleas de distrito de Banja Luka y Bihać decidieron establecer los Archivos de Bosanska Krajina, cuya jurisdicción incluía 23 municipios de la región de Bosanska Krajina; su cuartel general permaneció en Banja Luka. Era el archivo regional más grande de la unidad federal de Yugoslavia de Bosnia y Herzegovina. Poco después de su creación, los fondos de los Archivos de Bosanska Krajina constaban de alrededor de 250 fondos y 9 colecciones de los períodos otomano, austrohúngaro, de la Segunda Guerra Mundial y de la posguerra. Además del centro de recopilación de archivos de Nova Topla, entre 1963 y 1964 también se formaron centros de este tipo en Prijedor, Jajce y Bihać. Las instalaciones de almacenamiento de los Archivos en Banja Luka se vieron afectadas negativamente por el destructivo terremoto que azotó la ciudad el 27 de octubre de 1969. En 1973, los Archivos se trasladaron al edificio reparado de Carska kuća, donde se encuentra hoy. Entre 1981 y 1983 se suprimieron los centros de recogida de archivos de Bihać, Prijedor y Jajce. 
Poco después del estallido de la guerra de Bosnia, el gobierno de la República Serbia de Bosnia y Herzegovina (Srpska República Bosna i Herzegovina; rebautizado como República Srpska en agosto de 1992) decidió el 31 de mayo de 1992 establecer los Archivos de la República Serbia de Bosnia y Herzegovina. Iba a ser una institución pública de propiedad estatal con sede en Sarajevo. El 15 de septiembre de 1992, la Asamblea Nacional de la República Srpska decidió que los Archivos de la República Srpska fueran una organización administrativa de la república. Sin embargo, la decisión sobre el establecimiento de los Archivos con sede en Sarajevo nunca se llevó a cabo, y las actividades de archivo en la República Srpska continuaron siendo llevadas a cabo por los Archivos de Bosanska Krajina y los archivos regionales de Doboj y Foča. En la Ley de ministerios aprobada por la Asamblea Nacional de la República Srpska el 11 de septiembre de 1993 se definió el Archivo de la República Srpska como una organización administrativa de la República responsable de las actividades archivísticas en su territorio, con sede en Banja Luka y oficinas regionales en Doboj y Foča. La nueva legislación archivística amplió la aprobada en 1987. El primer director de los Archivos de la República Srpska fue Nebojša Radmanović. Durante la guerra, los Archivos organizaron dos exposiciones y prestaron servicios continuos a estudiantes e investigadores. Cincuenta y tres investigadores utilizaron los Archivos en 1995, el último año de la guerra. En ese momento, contaba con 18 empleados. Posteriormente, los Archivos pasaron a depender del Ministerio de Educación y Cultura del Gobierno de la República Srpska. Las oficinas regionales de los Archivos en Zvornik y Trebinje se establecieron en 2001, y su oficina regional en Sokolac se estableció en 2008.